# Вадзіма
37°23′26″ пн. ш. 136°53′57″ сх. д. / 37.39056° пн. ш. 136.89917° сх. д.
Вадзі́ма (яп. 輪島市, わじまし, МФА: [wad͡ʑima ɕi̥]) — місто в Японії, в префектурі Ісікава.

## Короткі відомості
Розташоване в північній частині префектури, на півночі півострова Ното, на березі Японського моря. Контролює сусідні острови острови Хеґура й Нанацу. Виникло на основі стародавнього портового поселення. В ранньому новому часі перетворене на призамкове містечко, центр району Оку-Ното, осередок морської торгівлі між Хоккайдо й Осакою. Отримало статус міста 31 березня 1954 року. Основою економіки міста є рибальство, переробка морепродуктів, харчова промисловість. Традиційне ремесло — виробництво вадзімського лакованого посуду. Станом на 1 квітня 2009 площа містечка становила 426,26 км². Станом на 1 липня 2011 населення містечка становило 29 346 осіб.

## Клімат
Місто знаходиться у зоні, котра характеризується вологим субтропічним кліматом. Найтепліший місяць — серпень із середньою температурою 25.6 °C (78 °F). Найхолодніший місяць — січень, із середньою температурою 2.8 °С (37 °F).
| Клімат Вадзіми          | Клімат Вадзіми | Клімат Вадзіми | Клімат Вадзіми | Клімат Вадзіми | Клімат Вадзіми | Клімат Вадзіми | Клімат Вадзіми | Клімат Вадзіми | Клімат Вадзіми | Клімат Вадзіми | Клімат Вадзіми | Клімат Вадзіми | Клімат Вадзіми |
| Показник                | Січ.           | Лют.           | Бер.           | Квіт.          | Трав.          | Черв.          | Лип.           | Серп.          | Вер.           | Жовт.          | Лист.          | Груд.          | Рік            |
| Абсолютний максимум, °C | 16             | 17             | 23             | 28             | 30             | 32             | 35             | 38             | 35             | 27             | 25             | 18             | 38             |
| Середній максимум, °C   | 5              | 5              | 8              | 14             | 18             | 22             | 26             | 28             | 24             | 19             | 13             | 8              | 16             |
| Середня температура, °C | 2              | 2              | 5              | 11             | 15             | 20             | 23             | 25             | 21             | 15             | 10             | 5              | 13             |
| Середній мінімум, °C    | 0              | 0              | 1              | 7              | 11             | 16             | 20             | 22             | 17             | 11             | 7              | 2              | 10             |
| Абсолютний мінімум, °C  | −8             | −8             | −5             | −2             | 2              | 7              | 12             | 13             | 8              | 1              | −1             | −2             | −8             |
| Норма опадів, мм        | 250            | 150            | 140            | 130            | 110            | 150            | 190            | 150            | 250            | 180            | 220            | 290            | 2270           |
| ----------------------- | -------------- | -------------- | -------------- | -------------- | -------------- | -------------- | -------------- | -------------- | -------------- | -------------- | -------------- | -------------- | -------------- |
| Джерело: Weatherbase    |                |                |                |                |                |                |                |                |                |                |                |                |                |